# Puerto de la Luz (hamn)
Puerto de la Luz är en hamn i Spanien.   Den ligger i provinsen Provincia de Las Palmas och regionen Kanarieöarna, i den sydvästra delen av landet, 1 700 km sydväst om huvudstaden Madrid. Puerto de la Luz ligger 176 meter över havet. Den ligger på ögruppen Kanarieöarna.  Närmaste större samhälle är Las Palmas de Gran Canaria, 4,7 km söder om Puerto de la Luz. 